# Andra freden i Nijmegen
Andra freden i Nijmegen slöts den 19 mars 1679 mellan furstbiskopen av Münster och Sverige. Det var den tredje freden i en serie som avslutade det krig på Frankrikes sida som Sverige drogs in i 1674.

## Bakgrund
1672 drogs Sverige in i den europeiska storpolitiken och ingick ett förbund med Frankrike mot Nederländerna. Sveriges åtagande var att ingripa mot de tyska furstar som skulle stödja Nederländerna vid ett franskt angrepp. I utbyte erhöll Sverige ekonomiskt stöd, samt att Frankrike lovade att inte stödja Danmark vid ett anfall mot Sverige. Efter franska påtryckningar drogs Sverige in i krig mot Brandenburg 1674 och led i juli 1675 ett prestigemässigt nederlag i slaget vid Fehrbellin. Efter detta befann sig Sverige snart i krig med Brandenburg, tysk-romerske kejsaren, Nederländerna, Danmark, Spanien furstarna av Lüneburg och furstbiskopen av Münster. Kriget gick katastrofalt och de flesta besittningarna i Pommern föll. Mot Danmark pågick det Skånska kriget, i vilket Sverige lyckades försvara sig.

## Förhandlingar
Furstbiskopen av Münster önskade tidigt ingå fred med Sverige. Förhandlingarna bröt dock samman, då Sverige inte kunde gå med på kravet att Münster skulle erhålla Wildeshausen som pant för 200.000 riksdaler, utan endast för 100.000 riksdaler. Dessutom krävde Sverige att Münster skulle tillhandahålla trupper för försvaret av Bremen-Verden. Inför risken att Frankrike skulle förhandla bakom ryggen på Sverige, så som skett i freden i Celle,  nåddes snart en kompromiss.

## Villkor
- furstbiskopen återställde erövringar i Bremen och Verden gjorda under det senaste kriget
- Münsters trupper i dansk tjänst återkallades
- Münster förhöll sig neutralt under det fortsatta kriget
- Münster erhöll Wildeshausen som pant för 100.000 riksdaler